# Disocactus crenatus
Disocactus crenatus (sin. Epiphyllum crenatum), vrsta kaktusa iz Srednje Amerike. Raširen je od Meksika do Paname

## O uzgoju
- Preporučena temperatura:  10-12°C
- Tolerancija hladnoće:   ne podnosi hladnoću
- Minimalna temperatura: 12°C
- Izloženost suncu:  treba biti na svjetlu
- Porijeklo:  nije poznato,ali udomaćio se u vrtovima prije više od 100 godina
- Potrebnost vode:   što je manje moguće vode ,treba dobru drenažu

## Sinonimi
- Cereus crenatus Lindl.
- Epiphyllum cooperi Clover
- Epiphyllum crenatum (Lindl.) G.Don
- Phyllocactus caulorhizus Lem.
- Phyllocactus crenatus (Lindl.) Lem.

## Vanjske poveznice
|  | Zajednički poslužitelj ima stranicu o temi Epiphyllum crenatum    |
|  | Zajednički poslužitelj ima još gradiva o temi Epiphyllum crenatum |
|  | Wikivrste imaju podatke o taksonu Epiphyllum crenatum             |